# Títeres

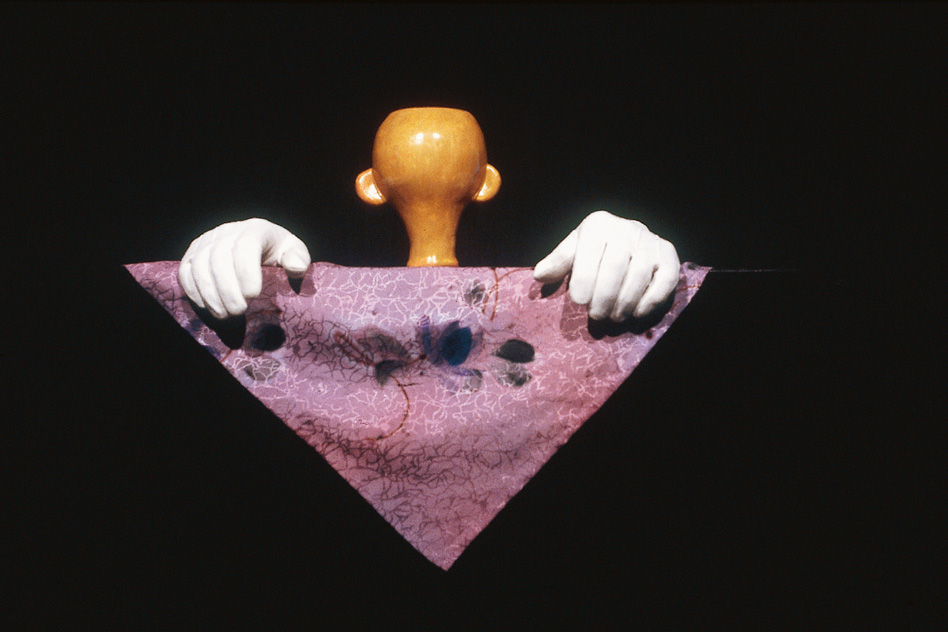
El títere como esencia de la sencillez, en esta puesta en escena del colectivo titiritero sueco «Dockteaterverkstan».

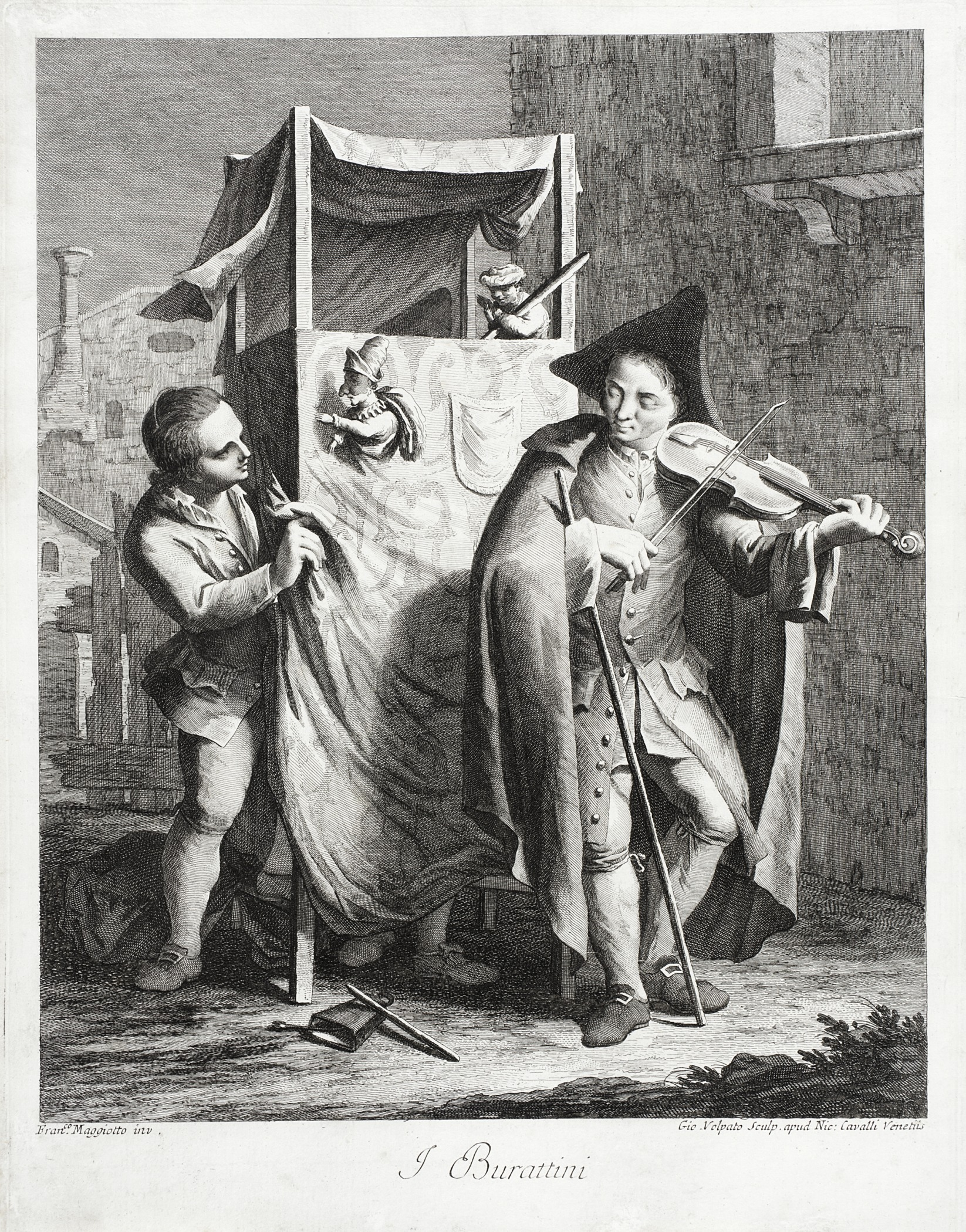
I Burattini (los títeres), copia del grabado en color hecho por Giovanni Volpato, conservado en los Museos Gadagne de Lyon. Reproduce un óleo pintado hacia 1770 por el veneciano Francesco Maggiotto.

Un títere o títeres, en un amplio sentido, puede referirse a cualquier objeto que cumpla estos dos requisitos:
- Que sea movido con un objetivo dramático o «en función dramática».[nota 2] Es decir, todo títere debe aspirar a convertirse en un personaje dentro de una trama y con una función dramática.
- Que su movimiento se realice ante y para un público. Así lo corroboró el estadounidense Bil Baird cuando en 1965 definió al títere como ‘figura inanimada que cobra vida gracias al esfuerzo humano y lo hace ante un público’.[2]

El uso desde hace cuatro siglos del término «títere», exclusivo del ámbito geográfico y cultural de la lengua española, lo convierte en un tesoro lingüístico que una vez más habla en favor de la riqueza de este idioma. A la persona que maneja el títere se le denomina «titiritero».

## Títeres en España

### Categorías de Alfonso X el Sabio
Una de las primeras menciones documentales «oficiales» que aparecen en la península ibérica, se remonta al reinado de Alfonso X de Castilla, a raíz de la solicitud (Suplicatio) que el juglar Giraut de Riquier dirigió en 1273 al rey para establecer privilegios y orden de jerarquía artística entre los muy variados oficios histriónicos. Dos años después, Alfonso X emitió una Declaratio que distinguía y clasificaba la siguiente tipología:
- Juglares, como los que tocan y cantan en las cortes.
- Histriones, como los músicos tañedores de instrumentos.
- Inventores, para los trovadores.
- Joculatores, para los acróbatas.
- Bufones, para la gente bufa y demás truhanes que hacen reír.
- Y cazurros, ocupando el último puesto de la escala jerárquica y referido a los que exhibían animales amaestrados y títeres.

### Definición de Sebastián de Covarrubias
Frente a la parquedad y ambigüedad de las definiciones académicas y de los diccionarios de uso, los estudios, tanto de titiriteros como de investigadores especializados en teatro para niños y de títeres, prefieren la definición que, en 1611, dejó escrita Covarrubias en su Tesoro de la lengua castellana, que explica el origen del término en la costumbre de los titiriteros de colocarse en la boca una lengüeta que usaban para deformar la voz, sonando el chirrido resultante una especie de 'ti-ti' metálico. El dramaturgo cubano Freddy Artiles informa de que esas lengüetas todavía se utilizan por titiriteros de diferentes lugares del planeta.
Bernal Díaz del Castillo, en su Historia verdadera de la conquista de la Nueva España, fue uno de los primeros en dejar referencia escrita de la palabra «títere», al mencionar a un hombre de la comitiva de Hernán Cortés en su expedición a Honduras que «jugaba de manos y hazía títeres»

### Retablos y «tutilimundi»
Los primeros teatritos mecánicos que se mencionan, en 1539 según Varey, son los llamados retablos (por su parecido con las tablas pintadas o en relieve). El vocablo, de origen religioso, se aplicó poco después a los títeres manuales. Más tarde llegarían a diferenciarse ambos teatrillos, quedando el término «retablo» para los manuales, y los mecánicos empezaron a conocerse como Tutilimundi (tutilimondi o titirimundi), mondinovi o mundinuevo. Covarrubias, en su definición, aclara que el mencionado retablo era la «caxa» (armazón del teatrillo) y no los títeres.

### Títeres cervantinos
Cervantes se refiere a esta forma teatral en varias de sus obras, El licenciado Vidriera, el Coloquio de los perros y con especial intensidad en «dos momentos importantes de su obra»; en El retablo de las maravillas, entremés de 1615, y en los capítulos XXV y XXVI de la segunda parte de Don Quijote de la Mancha, publicada aquel mismo año. Casi como un homenaje cervantino, Manuel de Falla compuso en 1923 El retablo de Maese Pedro (con títeres y escenografía de Hermenegildo Lanz y la colaboración de Manuel Ángeles Ortiz); además de otras colaboraciones con los títeres gaditanos de la Tía Norica (una de las más valiosas colecciones de títeres de cuerda de España). Poco después, y en esa misma línea abierta por Cervantes, Federico García Lorca escribió el Retablillo de Don Cristóbal en 1930, culminando sus trabajos para los populares títeres de cachiporra.

«Y, diciendo y haciendo, desenvainó la espada y de un brinco se puso junto al retablo, y con acelerada y nunca vista furia comenzó a llover cuchilladas sobre la titerera morisma, derribando a unos, descabezando a otros, estropeando a este, destrozando a aquel, y, entre otros muchos, tiró un altibajo tal, que si maese Pedro no se abaja, se encoge y agazapa, le cercenara la cabeza con más facilidad que si fuera hecha de masa de mazapán».
Miguel de Cervantes. Capítulo XXVII de la Segunda Parte del Quijote: El ingenioso caballero don Quijote de la Mancha.

### Títeres en Cuaresma
Durante el Siglo de Oro español y el inicio del periodo ilustrado era tradicional que durante el periodo de la Cuaresma, los espectáculos de títeres ocupasen los escenarios que la temporada teatral se había visto obligada a abandonar por prescripción real y siguiendo los preceptos de la religión católica. Así, durante cuarenta días los titiriteros, acróbatas y volatineros, y las comedias de muñecos, entretenimiento considerado infantil, tomaban plazas, calles y corrales para diversión de grandes y chicos. La afición al espectáculo teatral, más allá del contenido -ya fuera dramático o cómico-, llenaba los tablados como se puede leer en la comedia de Juan Ruiz de Alarcón Mudarse por mejorarse, donde le dice un personaje a otro:

«...Acudir verías

esta Cuaresma pasada,

contenta y alborozada

al corral cuarenta días

toda la corte, y estar

muy quedos, papando muecas

viendo bailar dos muñecas

y oyendo a un viejo graznar».
 Juan Ruiz de Alarcón (ca. 1580-1639)

### Una opinión de Jovellanos
Gaspar Melchor de Jovellanos, uno de los más sensibles ilustrados españoles del siglo XVIII, dejó escrita en su Memoria para el arreglo de la policía de espectáculos y diversiones públicas, su opinión sobre los títeres:

«Acaso fuera mejor desterrar enteramente de nuestra escena un género expuesto de suyo a la corrupción y a la bajeza, e incapaz de instruir y elevar el ánimo de los ciudadanos. Acaso deberían desaparecer los títeres y matachines, los payasos, arlequines y graciosos del baile de cuerda, las linternas mágicas y totilimundis y otras invenciones que, aunque inocentes en sí, están depravadas y corrompidas por sus torpes accidentes. Porque ¿de qué serviría que en el teatro se oigan sólo ejemplos y documentos de virtud y honestidad, si entre tanto, levantando su púlpito en medio de una plaza, predica don Cristóbal de Polichinilea su lúbrica doctrina a un pueblo entero, que, con la boca abierta, oye sus indecentes groserías? Mas si pareciese duro privar al pueblo de estos entretenimientos, que por baratos y sencillos son peculiarmente suyos, púrguense a lo menos de cuanto puede dañarlo y abatirlo».
Jovellanos, 11 de junio de 1796

### La Tía Norica y «Els Quatre Gats»
Más allá de las censuras del ilustrado Jovellanos, los títeres, que casi siempre estuvieron en manos de artistas extranjeros, sobre todo italianos, decayeron a finales del siglo XVIII, superados en popularidad por nuevas distracciones como la famosa linterna mágica. Habría que hacer una excepción con las marionetas de la Tía Norica, que con el horizonte de las Cortes de Cádiz y un variado repertorio mantuvo viva en Andalucía la tradición titiritera. También en Cataluña se desarrolló una importante cultura del títere, a partir de la introducción por artistas italianos de las sombras chinescas al comienzo del siglo XIX; este espectáculo de origen mágico, generador en Oriente de varios ejemplos de teatro de sombras, sedujo con su poética a personajes como Pere Romeu, Santiago Rusiñol y Miquel Utrillo, impulsores de inolvidables veladas titiriteras en el café de «Els Quatre Gats» en la Barcelona del cambio del siglo XIX al XX.

### Benavente, Valle-Inclán, Lorca y Grau
La reunión en Madrid de artistas e intelectuales de toda España rescató del olvido el arte titiritera durante las primeras décadas del siglo XX. Se considera como uno de los estimulantes de esa renovación del género la experiencia propuesta por Jacinto Benavente y su teatro para niños (Teatro fantástico), en cuyo marco se estrenó en 1910 la Farsa infantil de la cabeza del dragón de Ramón del Valle Inclán, y más tarde el «Teatro Pinocho» dirigido por Magda Donato y Salvador Bartolozzi, y llegando desde Granada el don Cristóbal, bruto poético, par de otros «títeres de cachiporra» como Punch, Guiñol o los primitivos polichinelas. En la década de 1920, la literatura del títere español alcanzaría su momento más brillante de la mano del gallego Valle-Inclán y el catalán Jacinto Grau; el primero con su Tablado de marionetas para la educación de príncipes (1926) y los «dramas para marionetas» incluidos en su Retablo de la avaricia, la lujuria y la muerte, y Grau El señor de Pigmalión (1921).
El panorama literario-titiritero en España puede completarse con los trabajos de Augusto Martínez Olmedilla (Teatro de marionetas, 1920); Tomás Borrás (Fantochines, 1923); Eduardo Blanco Amor (Farsa para títeres, publicadas ya en el exilio, en 1953); César Muñoz Arconada (Tres farsas para títeres, 1935); y Rafael Alberti (La pájara pinta y Bazar de la providencia, de 1926 y 1934, respectivamente).

#### Teatro Guiñol de las Misiones Pedagógicas
Hay que resaltar la producción de Rafael Dieste como uno de los directores del Teatro Guiñol de las Misiones Pedagógicas impulsadas por Manuel Bartolomé Cossío desde la Institución Libre de Enseñanza. Dieste escribió para aquel mágico guiñol ambulante piezas como Farsa infantil de la fiera risueña (1933), El falso faquir (1933), Curiosa muerte burlada (1933), La doncella guerrera (1933) y Simbiosis (1934).

## Técnicas de manipulación

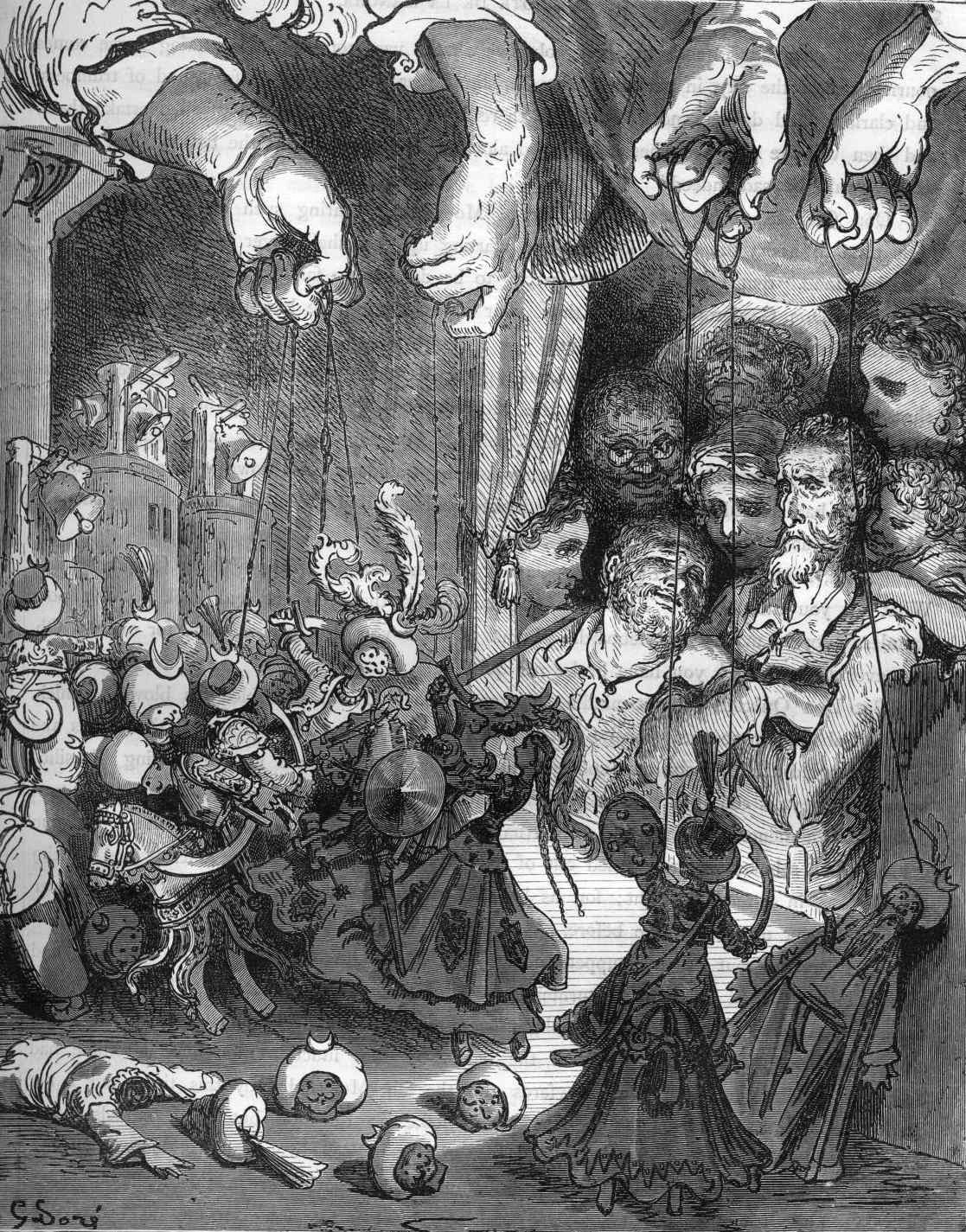
Títeres de cuerda (más tarde conocidos como «marionetas») en el Capítulo XXVI del Quijote, según la ilustración hecha por Gustave Doré en la segunda mitad del.

Hay cuatro técnicas mayores en la manipulación de títeres:
- Títeres de guante, también llamados de «funda», de guiñol, de cachiporra, fantoche o títeres habitables, de manipulación directa y desde abajo. Existen muchas variantes y es sin duda la técnica que mejor ha subsistido, como lo demuestra el éxito en televisión de los shows de Jim Henson.
- Títeres de varilla o títeres «javaneses», de origen oriental (indonesio), considerados un paso intermedio entre el guante y la marioneta. El titiritero usa las dos manos para un solo muñeco, una introducida en él y otra para manipular desde abajo las varillas de los brazos.
- Títeres de sombra, o por lo general de varillas, son figuras planas articuladas (de cuyas articulaciones salen finas varillas para su manipulación), translúcidas, opacas o coloreadas. El titiritero se sitúa tras una pantalla blanca iluminada por una luz posterior, y pegando la figura a la tela le trasmite movimientos que los espectadores verán como sombras chinescas. Es una de las técnicas más imaginativas y la que más estimula la creatividad del público. Se les atribuye origen indostánico y han arraigado en la tradición cultural popular de países como Indonesia, Turquía, China y la India.
- Marionetas, muñecos manipulados desde arriba por medio de cuerdas o hilos, que partiendo de su cabeza y extremidades van hasta el aspa de mando que permite al operador jugar con diferentes movimientos dando vida al ser inanimado. Se requiere una gran destreza y habilidad en la ejecución.[nota 6]

Existen todo tipo de espectáculos mixtos donde se mezclan estas cuatro grandes técnicas titiriteras entre sí y con otras menos conocidas.

### Otros tipos de títeres

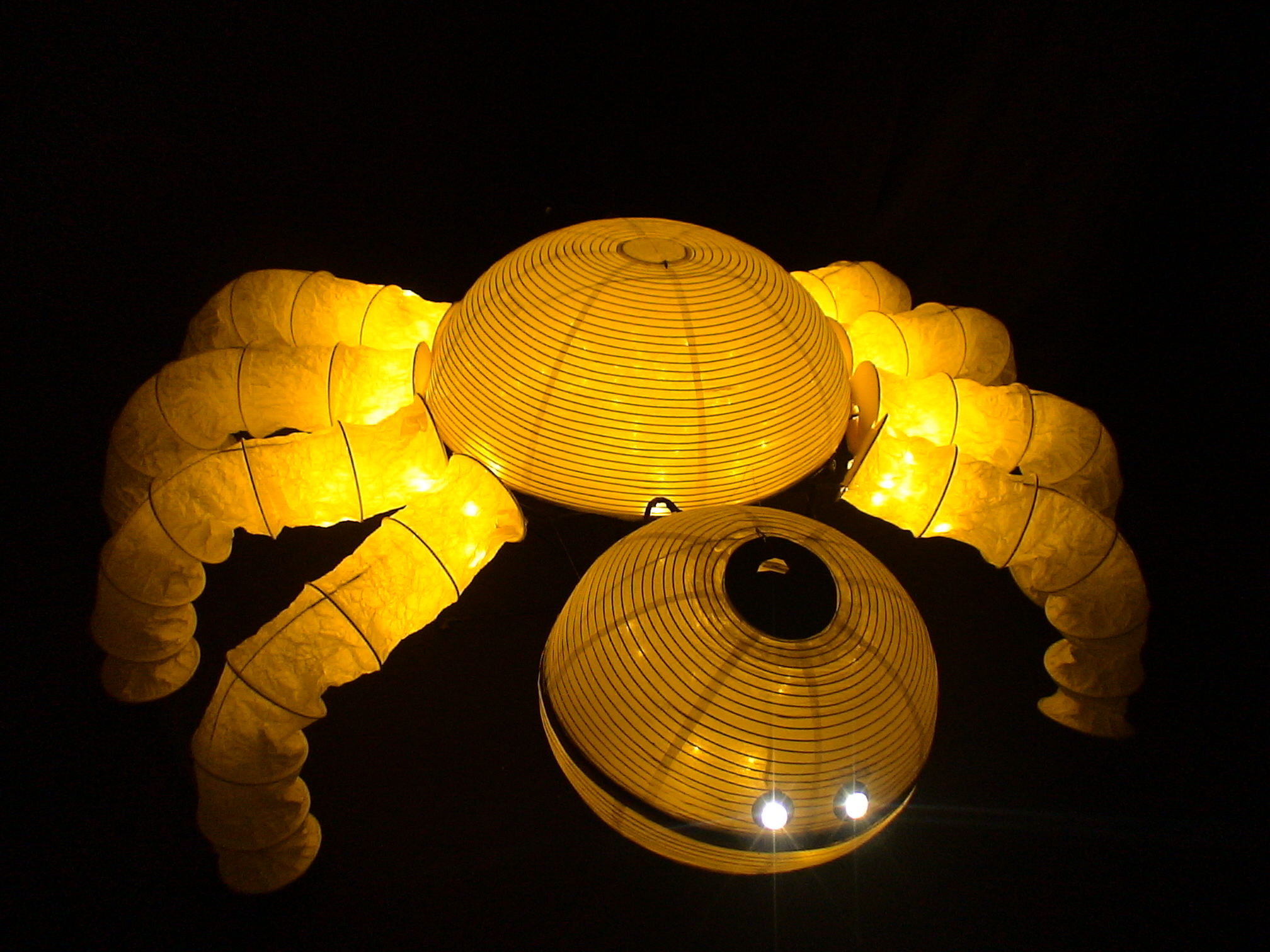
Títere plástico gigante ideado por el ruso Nikolái Zýkov

Además de los cuatro tipos más conocidos, de guante, de varilla, de sombra y marioneta (títere articulado movido por cuerdas o hilos), hay otras variedades que pueden funcionar de modo independiente o integrándose en los ya mencionados, como recursos del titiritero:
- Títere bufón o marotte, quizá inspirado en el cetro de los bufones medievales; sencillo, primitivo e infantil: una cabeza atada a un palo cubierto por un largo faldón. Su máxima expresión, por tamaño y dificultad de manejo, sería la Marotte a la cintura.
- Títeres digitales (el títere dedal para Mane Bernardo), solo recomendable en espacios reducidos pero de un gran juego pedagógico.
- Títere mimado, en el que la mano del titiritero que no sujeta el palo, aparece como mano del propio muñeco.
- Títere de peana o «pelele de piso» (suelo), del tipo de títeres esperpento, finalmente relacionados con el body-puppet o «títere pelele».
- Títeres de mecanismos, más comunes en Europa, cuyos muñecos, manipulados desde abajo con varillas internas (que mueven no solo los brazos sino también la boca, los ojos, las cejas), requieren la sincronía de varios titiriteros ocultos en el armazón del retablo.
- Títeres plásticos, una de las nuevas vías para el universo del títere, con el concurso de las nuevas tecnologías.
- Títere bocón, también llamado muppet, creado por J. Henson; consiste en doblar la mano que forma la boca; es más visto en televisión.
- Títere de sombras, consiste en figuras planas apoyadas de varillas que, a través de una pantalla y un reflector, con el manejo de distancia entre la luz y el títere, dan el efecto de tamaño.

## Clasificación de Mane Bernardo

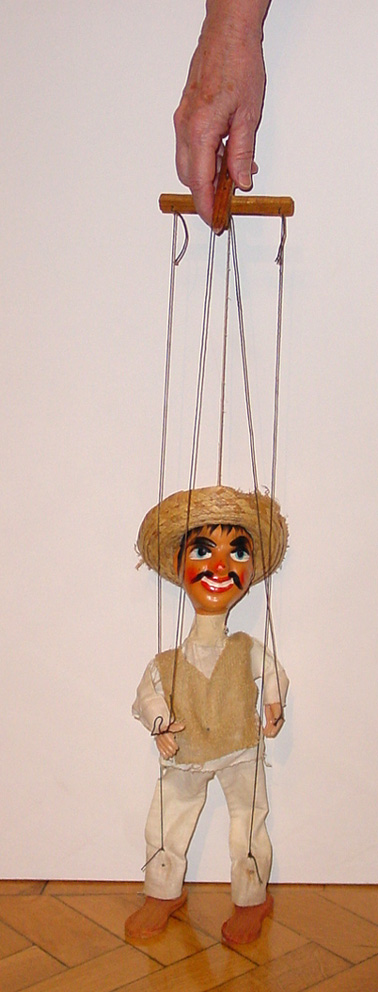
Marioneta (títere articulado movido por cuerdas o hilos)

La directora de teatro y titiritera argentina Mane Bernardo propuso un interesante orden o clasificación general para distinguir los diversos tipos de muñecos que componen el universo de los títeres, en constante expansión.
Bernardo ordenó los muñecos en función de su situación respecto al titiritero y el lugar donde se coloca este para manipularlos. Así, el títere puede ser ajeno al titiritero (como la marioneta y el títere de sombra) o formar parte de él, como los títeres de guante y los de varilla. En el segundo aspecto básico de clasificación, la colocación del manipulador, este puede operar desde arriba (marioneta), desde abajo, (varilla y guante) o desde un lateral (títeres 'a la planchette' y títeres acuáticos); un caso diferente pero también a mencionar es el del bunraku japonés, cuyos operadores, manipuladores o titiriteros se colocan detrás del muñeco, a la vista del público.

## Títeres en Iberoamérica
El panorama es amplísimo; entre los titiriteros y creadores pioneros, y las compañías que continúan activas se podrían citar: Mane Bernardo, la familia Cueto, Wilberth Herrera, Javier Villafañe, Roberto Lago, Frederik Vanmelle, Silvina Reinaudi, Fredy Reyna, los hermanos Rosete Aranda, Eduardo Di Mauro y un largo etcétera.

## Museos
Algunos museos dedicados al títere son:
- Museo Iberoamericano del Títere, (Cádiz, España)
- Museo Argentino del Títere (Buenos Aires, Argentina)
- Museo Vivo del Títere, (Maldonado, Uruguay)
- Museo de Títeres de Valparaíso (Chile)
- Museo Nacional del Títere (Huamantla, México)
- Museo de Títeres de Lubeca (Alemania)
- Museo Gadagne, (Lyon, Francia)
- Museo Internacional de Títeres de Albaida (Valencia, España)
- Centro Internacional del Títere de Tolosa (TOPIC) (Guipúzcoa, España)

## Teatros
Algunos teatros de títeres con gran tradición son:
- Teatro de títeres de Bakú, en Azerbaiyán
- Teatro de títeres estatal de Kaunas, en Lituania
- Teatro Real de Toone (Bélgica)

## Festivales
De la larga lista de festivales de títeres y marionetas, pueden mencionarse aquí:
- Bienal Internacional de Marionetas de Évora (BIME) (Portugal)
- Festitíteres (Festival Internacional de Títeres de Alicante, España)
- Festival Internacional de Títeres Al Sur (Buenos Aires, Argentina)
- Festival Internacional de Títeres de Bilbao (España)

## Expresiones
El concepto del títere, definido por Artiles como ‘creación humana casi tan antigua como el hombre’, ha generado una rica colección de expresiones, dichos, consejos, adagios, máximas y moralejas. Entre, ellas, quizá las más populares sean:
- No dejar títere con cabeza, criticar o desacreditar públicamente a un grupo de personas o entidades; hacer una auténtica escabechina en cualquier contexto no bélico;
- Títeres en Cuaresma , para denominar espectáculos o sucesos de segunda fila;
- Echar los títeres a rodar, romper con brusquedad con una o más personas;
- No ser títere de nadie, principio de independencia e identidad;